# Nissan Teana
El Nissan Teana  es un automóvil de turismo del segmento D producido por la empresa automotriz Nissan desde 2003. Se exporta con los nombres Nissan Maxima y Nissan Cefiro en ciertos mercados, pero no debe confundirse con el Nissan Maxima que se vende en América del Norte (con el que comparte una plataforma) ni con su predecesor, el Nissan Cefiro.

## J 31 (primera generación)
El Nissan Teana  fue introducido por primera vez a fines del año 2003 en el mercado interno de Japón. Un mes después fue introducido a otros mercados Asiáticos como Singapur y en 2004 ingresó al mercado europeo. Las motorizaciones del nissan teana son de 1998cc, 2349 cc y 3498 cc; todas tienen transmisión automática.  El automóvil se basa en plataforma Nissan FF-L. A mediados de 2005, el Teana recibió una reestilización en la cual se detallan los siguientes cambios: los faros delanteros y traseros fueron renovados,  los parachoques fueron cromados, los faros antiniebla se ampliaron y se le agregaron reposa piernas delanteros. El coche se redujo ligeramente de tamaño, y las señales claras posteriores fueron reemplazadas por otras de color ámbar. 
En la República Popular de China, el Teana ha sido fabricado por la empresa Dongfeng Motor, una empresa conjunta de Nissan. En Pakistán, el Teana es conocido como Nissan Cefiro. En Taiwán, es fabricado por Yulon Motor. En algunos países compite con el Mitsubishi 380 y el Toyota Aurion bajo la insignia de Nissan Maxima. El Teana de primera generación también fue montado en Tailandia para la venta en la ASEAN, compitiendo así con algunos automóviles del segmento D, como el Honda Accord y el Toyota Camry.
El Renault Samsung SM7 de Corea del Sur está construido sobre la plataforma del Teana. En enero de 2005, Renault Samsung anunció que la reestilización del Nissan Teana sería vendida como  la segunda generación del Renault Safrane.
En 2008, Nissan suspendió la producción de la J31.

## J 32 (segunda generación)
Nissan reveló el Nissan Teana de segunda generación en el Salón del Automóvil de Beijing del año 2008.
El nuevo Teana se basa en la plataforma D de Nissan. La plataforma d también es utilizada por el Nissan Maxima y el Nissan Altima.  El diseño del Nissan Teana se basa en el prototipo Nissan Intima, que se mostró en octubre de 2007.

### Especificaciones
La velocidad máxima declarada es de 200 km/h. Acelera de 0 a 100 km/h en 10 segundos. Frena de 100 a 0 km/h en 42,1 metros. El consumo es de 13,1 km/l a 130 km/h.
Las motorizaciones del Nissan Teana son: V6 de 3498 cc, V6 de 2495 cc y 1997 cc con cuatro cilindros en línea, todas las motorizaciones cuentan con una Transmisión variable continua.